# Cursa
Cursa (Beta Eridani / β Eri, 67 Eridani) (del árabe Al Kursiyy al Jauzah, la silla o el banquillo de Orión) es una estrella de segunda magnitud que se encuentra en la constelación de Erídano. Es de color blanco azulado y es muy fácil localizarla por su cercanía a Rigel.
A 2º de Cursa se encuentra la nebulosa Cabeza de Bruja (IC 2118).

## Propiedades
β Eridani es una estrella de tipo espectral A3 III. La clase de luminosidad III indica que se trata de una estrella gigante que ya ha consumido el hidrógeno del núcleo y en su evolución ha salido de la secuencia principal del diagrama de Hertzsprung-Russell. La temperatura efectiva de las capas exteriores de la estrella es de alrededor de 8104 K, lo que hace que la estrella tenga el típico color blanco de las estrellas de clase A. La velocidad de rotación proyectada es de 196 km/s, extremadamente rápida si se la compara con los 2 km/s que se miden en el Ecuador Solar. Se sabe que la estrella varía en magnitud aparente entre m=2.72 y m=2.80. Se reportó un destello (flare) particularmente fuerte en 1985.
La posición y trayectoria de esta estrella sugieren que es un miembro del supergrupo de la Osa Mayor, una asociación de estrellas que comparten un origen común y el movimiento a través del espacio. Sin embargo, sus propiedades fotométricas indican que podría tratarse de una intrusa. Cursa tiene una compañera óptica de magnitud 10.90 a una separación de 120" de arco y a un ángulo de posición de 148°. Se la identifica como CCDM J05079-0506B.